# Mario Corinaldesi
Mario Corinaldesi (Milano, 4 settembre 1891 – ...) è stato un calciatore italiano, di ruolo difensore.

## Statistiche

### Presenze e reti nei club
| Stagione        | Club            | Campionato      | Campionato | Campionato |
| Stagione        | Club            | Comp            | Pres       | Reti       |
| --------------- | --------------- | --------------- | ---------- | ---------- |
| 1909-1910       | Inter           | Prima Categoria | 0          | 0          |
| 1910-1911       | Inter           | Prima Categoria | 1          | 0          |
| 1911-1912       | Inter           | Prima Categoria | 16         | 0          |
| 1913-1914       | Inter           | Prima Categoria | 6          | 0          |
| Totale Inter    | Totale Inter    |                 | 23         | 0          |
| Totale carriera | Totale carriera |                 | 23         | 0          |

## Palmarès

### Club
Campionato italiano: 1 
Inter:1909-1910